# Yago Dora
Yago Dora est un surfeur professionnel brésilien né le 18 mai 1996 à Curitiba, au Brésil. Il intègre pour la première fois le circuit d'élite de la World Surf League en 2018.

## Palmarès et résultats

### Saison par saison
- 2017 :
  - 1er du Maitland & Port Stephens Toyota Pro à Newcastle (Australie)
  - 1er du Azores Airlines Pro à São Miguel (Açores)

- 2018 :
  - 1er du Red Nose São Sebastião Pro Maresias à Maresias (Brésil)

### Classements
| Année             | 2013 | 2014 | 2015 | 2016 | 2017 | 2018 |
| ----------------- | ---- | ---- | ---- | ---- | ---- | ---- |
| Qualifying Series | 227e | 170e | 168e | 33e  | 43e  | 6e   |
| Championship Tour |      |      |      |      |      | 21e  |